# 穿鼻草約
穿鼻草約（せんびそうやく）は、清とイギリスの間で阿片戦争を解決する最初の試みの一つであった。1841年に草案が示されたが、双方に合意がなされなかったために正式な批准は行われなかった。

## 背景
1841年1月、イギリス海軍のチャールズ・エリオット大佐は、広東省省長琦善に阿片戦争の交戦状態を終結する条約に署名するよう申し入れた。中国語で穿鼻砲台とも呼ばれる沙角炮台の虎門に隣接した場所で会議が行われたことから、この条約は一般に穿鼻草約として知られている。この会議は1月7日の第二次穿鼻の戦いに続いて1月20日に行われた。

## 条文
1月20日、チャールズ・エリオットは下記の状況に関する琦善との「予備協定の締結」を発表する回状を発行した。

1. 香港の島と港のイギリス国王への割譲。そこで行われる商取引に関する帝国への請求と関税は全て黄埔で取引が行われたものとして支払いを行う。
2. イギリス政府に対する600万ドルの賠償金、100万ドルは即座に支払い、残金は1846年に終わるように毎年均等に支払うこと。
3. 両国間に対等な関係で直接的な公式の交流を行う。
4. 中国の新年から10日以内に広東省の港での交易を開始し、解決に当たって新たな協定が実行されるまでは黄埔で行うこと。

草約は特に清が香港で徴税を続けることを認め、パーマストン子爵ヘンリー・ジョン・テンプルによるとそれが合意できなかった主な「邪魔な」点であった。

## 余波
琦善は条約に署名することを望んだが、道光帝から正式な同意が得られず、条約に署名することはなかった。皇帝が条約の内容を知ると、琦善を解任した。イギリス政府も条約の内容に不満があり、条約の結果としてエリオットを解任した。
香港の割譲のような条約の内容の多くは、1842年に調印された南京条約に含まれた。